# Igor Oleinikov
Igor Oleinikov (en russe : Игорь Олейников) est un joueur russe de volley-ball né en 1985. Il mesure 2,04 m et joue central.

## Clubs
| Club      | De        | À   |
| --------- | --------- | --- |
| VK Grozny | 2013-2014 | ... |

## Palmarès
Néant.